# 迪納傑布爾沙達爾烏帕齊拉
迪納傑布爾沙達爾乌帕齐拉是孟加拉国迪納傑布爾縣的一个乌帕齐拉，位於朗布爾专区的迪納傑布爾縣。。

## 人口
據1991年孟加拉國人口普查，迪納傑布爾沙達爾共有戶數67,061戶，人口357888人。其中男性佔比52.08%，女性佔比47.92%；成年人口187,016人。該地7歲以上人口之平均識字率為41.1%。